# Giovanni De Benedictis
Giovanni De Benedictis (ur. 8 stycznia 1968 w Pescarze) – włoski lekkoatleta chodziarz, medalista olimpijski z 1992 i mistrzostw świata.
Zdobył brązowy medal w chodzie na 10 000 metrów na mistrzostwach Europy juniorów w 1985 w Cottbus. Zajął 4. miejsce na tym dystansie na mistrzostwach świata juniorów w 1986 w Atenach. Zwyciężył w chodzie na 10 000 metrów na mistrzostwach Europy juniorów w 1987 w Birmingham. Zajął 7. miejsce w chodzie na 5000 metrów na halowych mistrzostwach Europy w 1988 w Budapeszcie.
Na igrzyskach olimpijskich w 1988 w Seulu zajął 9. miejsce w chodzie na 20 kilometrów. Zdobył brązowy medal w chodzie na 5000 metrów na halowych mistrzostwach Europy w 1989 w Hadze, a na halowych mistrzostwach świata w 1989 w Budapeszcie był na tym dystansie piąty. Zajął 14. miejsce w chodzie na 20 kilometrów w Pucharze Świata w chodzie sportowym w 1989 w L’Hospitalet.
Zdobył srebrny medal w chodzie na 5000 m na halowych mistrzostwach Europy w 1990 w Glasgow. 19 maja 1990 ustanowił aktualny (sierpień 2020) rekord świata w chodzie na 3000 metrów na stadionie. Zajął 8. miejsce w chodzie na 20 kilometrów na mistrzostwach Europy w 1990 w Splicie.
Na halowych mistrzostwach świata w 1991 w Sewilli De Benedictis zdobył srebrny medal w chodzie na 5000 m. Zajął 5. miejsce w chodzie na 20 km w Pucharze Świata w 1991 w San Jose. Był czwarty tej konkurencji na mistrzostwach świata w 1991 w Tokio. Zwyciężył w chodzie na 5000 m na halowych mistrzostwach Europy w 1992 w Genui.
Na igrzyskach olimpijskich w 1992 w Barcelonie De Benedictis zdobył brązowy medal w chodzie na 20 km. Zajął 7. miejsce na tym dystansie w Pucharze Świata w 1993 w Monterrey.
Zdobył srebrny medal w chodzie na 20 kilometrów na mistrzostwach świata w 1993 w Stuttgarcie, za Hiszpanem Valentím Massaną. Nie ukończył chodu na 5000 m na halowych mistrzostwach Europy w 1994 w Paryżu. Zajął 4. miejsce w chodzie na 20 km na mistrzostwach Europy w 1994 w Helsinkach. Zajął 12. miejsce w chodzie na 50 kilometrów podczas Pucharu Świata w 1995 w Pekinie. Został zdyskwalifikowany w chodzie na 20 km na mistrzostwach świata w 1995 w Göteborgu (przyszedł na metę jako trzeci), a także w chodzie na 50 km.
Na igrzyskach olimpijskich w 1996 w Atlancie zajął 27. miejsce w chodzie na 20 km oraz nie ukończył chodu na 50 km. Zwyciężył w chodzie na 20 km na igrzyskach śródziemnomorskich w 1997 w Bari. Zajął 23. miejsce w tej konkurencji w Pucharze Świata w 1997 w Podiebradach. Był 8. na tym dystansie na mistrzostwach świata w 1997 w Atenach. Zajął 10. miejsce w chodzie na 20 km na mistrzostwach Europy w 1998 w Budapeszcie. Na mistrzostwach świata w 1999 w Sewilli zajął 8. miejsce w tej konkurencji. Był 12. na 20 km w Pucharze Europy w chodzie w 2000 w Eisenhüttenstadt.
Zajął 16. miejsce w chodzie na 20 km na igrzyskach olimpijskich w 2000 w Sydney. Był 15. w chodzie na 50 km w Pucharze Europy w chodzie w 2001 w Dudincach. Nie ukończył chodu na tym dystansie na mistrzostwach świata w 2001 w Edmonton. Został zdyskwalifikowany w chodzie na 50 km na mistrzostwach Europy w 2002 w Monachium. Zajął 10. miejsce w tej konkurencji w Pucharze Świata w 2004 w Naumburgu. Na swych piątych igrzyskach olimpijskich w 2004 w Atenach został zdyskwalifikowany w chodzie na 50 km.
De Benedictis był mistrzem Włoch w chodzie na 10 000 metrów w latach 1988–1991, 1992, 1995, 1997 i 2002, w chodzie na 20 kilometrów w latach 1989–1991, 1993, 1996, 1997, 1999 i 2001 oraz w chodzie na 50 kilometrów w 1994 i 1996. Był halowym mistrzem Włoch w chodzie na 5000 metrów w latach 1988–1994 i 1996–1998.
Rekordy życiowe De Benedictisa:
| Konkurencja                     | Data i miejsce                      | Wynik    |
| ------------------------------- | ----------------------------------- | -------- |
| chód na 3000 metrów (stadion)   | 19 maja 1990, San Giovanni Valdarno | 10:47,11 |
| chód na 5000 metrów (stadion)   | 8 lipca 1991, Formia                | 18:42,50 |
| chód na 5000 metrów (hala)      | 28 lutego 1992, Genua               | 18:19,97 |
| chód na 10 000 metrów (stadion) | 1 lipca 1995, Cesenatico            | 38:40,18 |
| chód na 20 kilometrów           | 28 sierpnia 1991, Tokio             | 1:20:29  |
| chód na 30 kilometrów           | 1 maja 2002, Sesto San Giovanni     | 2:09:25  |
| chód na 50 kilometrów           | 3 marca 2002, Vittorio Veneto       | 3:48:06  |